# Corytoplectus grandifolius
Corytoplectus grandifolius är en tvåhjärtbladig växtart som först beskrevs av Nathaniel Lord Britton och Henry Hurd Rusby, och fick sitt nu gällande namn av Rodr.-flores och L.E. Skog. Corytoplectus grandifolius ingår i släktet Corytoplectus och familjen Gesneriaceae. Inga underarter finns listade i Catalogue of Life.